# Canton de Héricourt-Ouest
Le canton de Héricourt-Ouest est un ancien canton français situé dans le département de la Haute-Saône et la région Franche-Comté.

## Représentation

### Conseillers généraux du canton de Héricourt-Ouest (1985 à 2015)
| Période | Période | Identité           | Étiquette                    | Qualité |
| ------- | ------- | ------------------ | ---------------------------- | --- |
| 1985    | 1992    | André Girard       | DVG                          | Ajusteur, modeleur puis contremaître chez Peugeot, Président du Conseil Général (1979-1982) Maire d'Héricourt (1971-1983) conseiller général du canton d'Héricourt (1973-1985) |
| 1992    | 2011    | Jean-Pierre Michel | PS puis MDC puis AGR puis PS | Magistrat Sénateur (2004-2014) député (1981-2002) maire d'Héricourt (1983-2004)                                                                                                |
| 2011    | 2015    | Fernand Burkhalter | PS                           | Cadre Président de la Communauté de Communes du Pays d'Héricourt Elu en 2015 dans le Canton d'Héricourt-2                                                                      |

### Conseillers généraux de l'ancien canton d'Héricourt(1833 à 1985)
| Période | Période      | Identité                                     | Étiquette     | Qualité |
| ------- | ------------ | -------------------------------------------- | ------------- | --- |
| 1833    | 1848         | Jean Georges Noblot (de Chevret) (1782-1854) |               | Fabricant (filateur de coton) à Héricourt |
| 1848    | 1871         | Paul Auguste Lubert                          |               | Juge de paix à Héricourt |
| 1871    | 1889         | Jean Noblot (fils de J.G. Noblot)            | Républicain   | Manufacturier (filateur) à Héricourt Sénateur (1882-1891) |
| 1889    | 1919         | Edouard Schwob (1844-1929)                   | Rad.          | Manufacturier - Maire d'Héricourt |
| 1919    | 1925         | Georges Ebersolt                             | RG            | Industriel à Héricourt |
| 1925    | 1930 (décès) | Emile Dormoy (1889-1930)                     | SFIO          | Employé de commerce à Belfort Ancien conseiller municipal de Belfort |
| 1930    | 1940         | Eugène Grandjean                             | SFIO          | Maréchal-ferrant Maire d'Héricourt, conseiller d'arrondissement |
|         |              |                                              |               | |
| 1943    | 1945         | Georges Augero                               |               | Maire de Chavanne Nommé conseiller départemental en 1943 |
|         |              |                                              |               | |
| 1945    | 1961         | Jean Andréotti                               | SFIO puis PSU | Employé |
| 1961    | 1967         | Georges Tournu                               | SFIO          | Maire d'Héricourt (1947-1971) |
| 1967    | 1973         | Freddy Grémillot                             | DVG           | Ancien résistant FFI |
| 1973    | 1985         | André Girard (1910-2005)                     | DVG puis PS   | Ajusteur, modeleur puis contremaître chez Peugeot à Sochaux (Doubs) Maire d'Héricourt (1971-1983) Président du Conseil Général (1979-1982) Elu en 1985 dans le Canton d'Héricourt-Ouest |

### Conseillers d'arrondissement du canton d'Héricourt (de 1833 à 1940)
| Période                                  | Période          | Identité                          | Étiquette | Qualité |
| ---------------------------------------- | ---------------- | --------------------------------- | --------- | --- |
| 1833                                     | 1848             | Pierre Louis Macler (1796-1867)   |           | Fabricant, rentier, maire d'Héricourt                                                                       |
|                                          |                  |                                   |           | |
| 1871                                     | 1881 (démission) | Georges Frédéric Amey (1821-1908) |           | Instituteur, propriétaire à Chagey                                                                          |
|                                          |                  |                                   |           | |
| av.1891                                  |                  | Pierre-Eugène Breuilleux          |           | Maire de Bussurel, suppléant du juge de paix                                                                |
|                                          |                  |                                   |           | |
| 1919                                     |                  | M. Perret                         | RG        | |
| 21 septembre 1924                        | 1928             | M. Alizon                         | SFIO      | Maire d'Échenans Président de la section d'Héricourt de la Ligue des Droits de l'Homme                      |
| 1928                                     | 1930             | Eugène Grandjean                  | SFIO      | Maire d'Héricourt                                                                                           |
| 1930                                     | 1934             | Émile Hénisse (1874-1944)         | SFIO      | Cultivateur, maire de Chenebier Mort pour la France (victime civile) le 13 octobre 1944                     |
| 1934                                     | 1940             | Roger Lallemand                   | PDP       | Médecin à Héricourt                                                                                         |
| 1940                                     |                  |                                   |           | Les conseils d'arrondissement ont été suspendus par la loi du 12 octobre 1940 et n'ont jamais été réactivés |
| Les données manquantes sont à compléter. |                  |                                   |           | |

## Composition
| Fresne Scey Dampierre Champlitte Champagney Faucogney Lux St-Sauveur Mélisey Rioz Marnay Gy Autrey Gray Montbozon Saulx Port-s-Saône Combeauf. Vitrey Jussey Vauvillers St-Loup Amance Lure-Nord Lure-Sud Villersexel V.E. V.O. Noroy H.O. H.E. Pesmes |

Le canton de Héricourt-Ouest groupe 16 communes et compte 8 659 habitants (recensement de 1999 sans doubles comptes).
| Nom                   | Code Insee | Intercommunalité       | Population (dernière pop. légale)             |
| --------------------- | ---------- | ---------------------- | --------------------------------------------- |
| Héricourt (chef-lieu) | 70285      | CC du pays d'Héricourt | Fraction : 3 478(2012) Commune : 9 967 (2014) |
| Belverne              | 70064      | CC du pays d'Héricourt | 143 (2014)                                    |
| Champey               | 70121      | CC du pays d'Héricourt | 879 (2014)                                    |
| Chavanne              | 70147      | CC du pays d'Héricourt | 241 (2014)                                    |
| Chenebier             | 70149      | CC du pays d'Héricourt | 715 (2014)                                    |
| Coisevaux             | 70160      | CC du pays d'Héricourt | 344 (2014)                                    |
| Courmont              | 70182      | CC du pays d'Héricourt | 109 (2014)                                    |
| Couthenans            | 70184      | CC du pays d'Héricourt | 755 (2014)                                    |
| Étobon                | 70221      | CC du pays d'Héricourt | 302 (2014)                                    |
| Lomont                | 70306      | CC du pays de Lure     | 420 (2014)                                    |
| Saulnot               | 70477      | CC du pays d'Héricourt | 759 (2014)                                    |
| Tavey                 | 70497      | CC du Pays d'Héricourt | 516 (2014)                                    |
| Trémoins              | 70506      | CC du pays d'Héricourt | 372 (2014)                                    |
| Verlans               | 70547      | CC du pays d'Héricourt | 202 (2014)                                    |
| Villers-sur-Saulnot   | 70567      | CC du pays d'Héricourt | 143 (2014)                                    |
| Vyans-le-Val          | 70579      | CC du pays d'Héricourt | 461 (2014)                                    |

## Démographie
| 1962 | 1968 | 1975 | 1982 | 1990 | 1999  | 2009 |
| ---- | ---- | ---- | ---- | ---- | ----- | ---- |
| -    | -    | -    | -    | -    | 8 659 | -    |